# 小山 (相模原市)
小山（おやま）は、神奈川県相模原市の大字および住居表示による同市中央区の町名である。また、中央区内の地域名としても用いられる。
本項では、まず元の大字小山であった区域全体について述べ、のち住居表示による小山一丁目〜四丁目について述べる。

## 大字小山
元の大字小山は相模原市の北東部（中央区の北部）、現在のJR東日本横浜線の橋本駅から相模原駅付近にかけて、都県境の境川と横浜線（一部は国道16号）との間に広がる区域を占めていた。旧大字では西の橋本、南の清兵衛新田、東の矢部新田および上矢部に隣接し、北は境川をはさんで東京都町田市の小山町に相対する。

### 地理
北は境川が多摩丘陵と相模原台地の間を刻む細長い谷底の低地が占める。かつて境川はこの谷底を激しく蛇行し付近は洪水に悩まされていたが、河川改修により流路の直線化と拡幅が行われた。しかし都県境（元の相模国と武蔵国の国界）は蛇行していた元の流路をもとに定められているため、直線化された流路をはさんで相模原市（神奈川県）と町田市（東京都）が相互に川向うの飛び地を持つに至っている。
境川の谷底の低地との間の比高約10〜20mの段丘崖をはさんで、南の広い区域は相模原台地の平坦面によって占められる。古くからの集落は主にこの段丘崖周辺に分布する。これらの旧集落のほぼ中央に位置する天縛皇神社を境に西側（上流側）の集落を「ミヤカミ（宮上）」、東側（下流側）の集落を「ミヤシモ（宮下）」と呼んだ。また境川をはさんで北側に位置する武蔵国（町田市）側の小山（町）を「ヒナタオヤマ（日向小山）」と呼ぶのに対して、川の南に位置し段丘の北斜面となるこちら側を「ヒカゲオヤマ（日陰小山）」と呼んだ。
南の広大な相模原台地上は主に桑畑が広がっていたが、1938年（昭和13年）、陸軍の相模兵器製造所（のち相模陸軍造兵廠）が建設され、周辺も大規模な区画整理が実施された。敗戦後も同施設を在日米軍が接収して相模総合補給廠、特に朝鮮戦争期に軍用機械や車両の修理に当たったことから、付近には関連工場が進出した。以降も相模原市は積極的に工場の誘致を進め、宮下工業団地は市内を代表する工業団地の一つとなっている。橋本駅、相模原駅周辺も東京・横浜のベッドタウンとして市街地化が進んでいった。
一方、橋本駅、相模原駅のいずれからも離れた境川沿いの低地は、依然として農地主体だったが、1990年代以降、京王相模原線多摩境駅の駅勢圏に入ったことで宅地化が進み農地は急速に失われていった。宅地開発に際しては区画整理が実施された相模原台地上とは対照的に従来の農地の区画に沿って個別に進められたため、狭く複雑な街路網が形成されている。

### 歴史
江戸時代初期までは相模国高座郡相原村の一部であった。小山の地名は、中世に武蔵国南西部から相模国北部を勢力範囲としていた武士団である横山党のうちの一派である小山氏の本拠であったことによるとされている。「小山」の地名は境川をはさんだ北の武蔵国側にも広がっているが、元は一つであったが1594年（文禄3年）の検地の際に境川が相模・武蔵両国の境界として確定した結果、武蔵国多摩郡小山村となったものである（現在の町田市小山町）。1646年（正保3年）に相原村から分村し、相模国高座郡小山村となった。
南部の相模原台地上は相模野と呼ばれる原野の一部であり、水を得ることが困難であったために開発が進まず草刈り場として周辺農村の入会地とされていた。江戸時代後期の1843年（天保14年）に当村の豪農である原清兵衛が村の南部の新田開発に着手し、1856年（安政3年）に清兵衛新田が成立して当村から分離した。
明治以降、横浜港からの生糸輸出が盛んになるとこの地域でも養蚕が盛んに行われるようになり、台地上には桑畑が広がるようになった。ただし当村周辺で生産される生糸の品質はあまり高くなく、周辺でしか流通しなかったという。
1889年（明治22年）の町村制施行に際して、小山村は橋本村、相原村および清兵衛新田と合併して高座郡相原村となり、旧小山村の区域は同村の大字小山となった。相原村は1941年（昭和16年）に上溝町ほかと合併して相模原町に、さらに同町が1954年（昭和29年）に市制施行して相模原市となったことにより、大字小山も相模原町、次いで相模原市の大字となった。
1964年（昭和39年）、相模原駅に近い区域で住居表示が実施され、当大字から分離した。以後、以下のように順次住居表示が実施された結果、1980年（昭和55年）以降に「大字小山」として残存しているのは在日米軍相模総合補給廠の西半部と、元はその敷地の一部であった総合相模更生病院と相模原駅北口広場周辺のみである。
- 1964年（昭和39年）5月1日 - 相模原一丁目、氷川町、向陽町、すすきの町
- 1966年（昭和41年）7月1日 - 橋本三丁目・四丁目
- 1967年（昭和42年）4月1日 - 小山一丁目〜四丁目、東橋本一丁目〜四丁目
- 1968年（昭和43年）7月1日 - 宮下一丁目〜三丁目
- 1980年（昭和55年）7月1日 - 宮下本町一丁目〜三丁目

2010年（平成22年）4月1日の政令指定都市移行により、これらのうち西半部の橋本三・四丁目および東橋本一丁目〜四丁目は緑区に、東半部の相模原一丁目以下の区域および大字小山の残存区域は中央区に所属することになった。おおよそ前者の区域が元の「ミヤカミ」、後者の区域が元の「ミヤシモ」に相当する。

### 小山地区
相模原市では、「大字小山」区域のうち、中央区に所属する区域（小山二丁目〜四丁目を除く）と相模原駅東側の相模原四丁目を「小山地区」呼んでいる。

## 小山
1967年（昭和42年）4月1日に大字小山の一部に住居表示を実施して新設された。一丁目〜四丁目からなる。北はJR横浜線をはさんで宮下（みやしも）一丁目および東橋本一丁目と、西はJR相模線をはさんで大山町と、南は国道16号をはさんで南橋本一丁目および清新五丁目、さらに小街路を境に清新四丁目と、東は県道503号をはさんで氷川町と隣接している。元の大字小山の南西端に当たる。
一丁目および四丁目の横浜線沿いの区画の大部分は工場用地となっており、このうち四丁目の部分は大山工業団地の一部を構成する。元は相模線の線路をはさんで日本金属工業の大規模な工場が操業していたが、2000年（平成12年）に事業規模を縮小し小山側の施設の操業を停止した。後に施設は撤去され更地化した上で分割・売却され、2003年（平成15年）にデュプロが、2006年（平成18年）には横河電機がそれぞれ進出している。
相模線に沿った四丁目の南半部には小学校・中学校があり、2019年までは神奈川医療少年院も存在した。二丁目と三丁目の大部分および一丁目の一部は住宅地となっている。
2010年（平成22年）4月1日の政令指定都市移行により、相模原市中央区小山一丁目〜四丁目となる。

### 地価
住宅地の地価は、2023年（令和5年）1月1日の公示地価によれば、小山3-29-16の地点で17万6000円/m2となっている。

## 世帯数と人口
2020年（令和2年）10月1日現在（国勢調査）の世帯数と人口（総務省調べ）は以下の通りである。なお、大字小山は秘匿のため、省略とする。
| 丁目       | 世帯数    | 人口    |
| ---------- | --------- | ------- |
| 小山一丁目 | 249世帯   | 522人   |
| 小山二丁目 | 870世帯   | 2,104人 |
| 小山三丁目 | 539世帯   | 1,211人 |
| 小山四丁目 | 33世帯    | 53人    |
| 計         | 1,691世帯 | 3,890人 |

### 人口の変遷
国勢調査による人口の推移。
| 年                 | 人口  |
| ------------------ | ----- |
| 1995年（平成7年）  | 3,901 |
| 2000年（平成12年） | 4,408 |
| 2005年（平成17年） | 4,152 |
| 2010年（平成22年） | 3,965 |
| 2015年（平成27年） | 4,141 |
| 2020年（令和2年）  | 3,890 |

### 世帯数の変遷
国勢調査による世帯数の推移。
| 年                 | 世帯数 |
| ------------------ | ------ |
| 1995年（平成7年）  | 1,374  |
| 2000年（平成12年） | 1,601  |
| 2005年（平成17年） | 1,557  |
| 2010年（平成22年） | 1,547  |
| 2015年（平成27年） | 1,642  |
| 2020年（令和2年）  | 1,691  |

## 学区
市立小・中学校に通う場合、学区は以下の通りとなる（2023年5月時点）
| 大字・丁目 | 番地     | 小学校               | 中学校               |
| ---------- | -------- | -------------------- | -------------------- |
| 小山       | 3429番地 | 相模原市立向陽小学校 | 相模原市立小山中学校 |
| 小山一丁目 | 全域     | 相模原市立向陽小学校 | 相模原市立小山中学校 |
| 小山二丁目 | 全域     | 相模原市立小山小学校 | 相模原市立小山中学校 |
| 小山三丁目 | 全域     | 相模原市立小山小学校 | 相模原市立小山中学校 |
| 小山四丁目 | 全域     | 相模原市立小山小学校 | 相模原市立小山中学校 |

## 事業所
2021年（令和3年）現在の経済センサス調査による事業所数と従業員数は以下の通りである。
| 大字・丁目 | 事業所数  | 従業員数 |
| ---------- | --------- | -------- |
| 小山       | 9事業所   | 580人    |
| 小山一丁目 | 20事業所  | 945人    |
| 小山二丁目 | 27事業所  | 183人    |
| 小山三丁目 | 46事業所  | 579人    |
| 小山四丁目 | 7事業所   | 474人    |
| 計         | 109事業所 | 2,761人  |

### 事業者数の変遷
経済センサスによる事業所数の推移。
| 年                 | 事業者数 |
| ------------------ | -------- |
| 2016年（平成28年） | 122      |
| 2021年（令和3年）  | 109      |

### 従業員数の変遷
経済センサスによる従業員数の推移。
| 年                 | 従業員数 |
| ------------------ | -------- |
| 2016年（平成28年） | 2,662    |
| 2021年（令和3年）  | 2,761    |

## 施設
教育
- 小学校・中学校
  - 相模原市立小山小学校
  - 相模原市立小山中学校

工業
- 田邊工業 相模工場（産業ガス・LPガス製造）
- 相模アイ・ジー・エス（産業ガス製造）
- オハラ（光学ガラス製品）
- デュプロ（印刷機器）
- 横河電機 相模原事業所（光通信関連事業）

商業
- コーナン相模原小山モール
- 相模原ラクーン

公園
- 小山公園
- 相模原スポーツ・レクリエーションパーク

## その他

### 日本郵便
- 郵便番号 : 252-0205[3]（集配局 : 相模原郵便局[19]）。